# Tideo
Tideo (in greco antico: Τυδεύς?, Tydèus) è un personaggio della mitologia greca. Fu un principe di Calidone e di Argo e fu uno dei sette contro Tebe.

## Genealogia
Figlio di Oineo e di Peribea o di Gorga, sposò Deipile e fu padre di Diomede.

## Mitologia
Fu costretto a lasciare Calidone dopo aver ucciso un parente (sulla cui identità le fonti non concordano) e per purificarsi si recò ad Argo dove fu accolto da re Adrasto.

### Esilio e l'incontro con Polinice

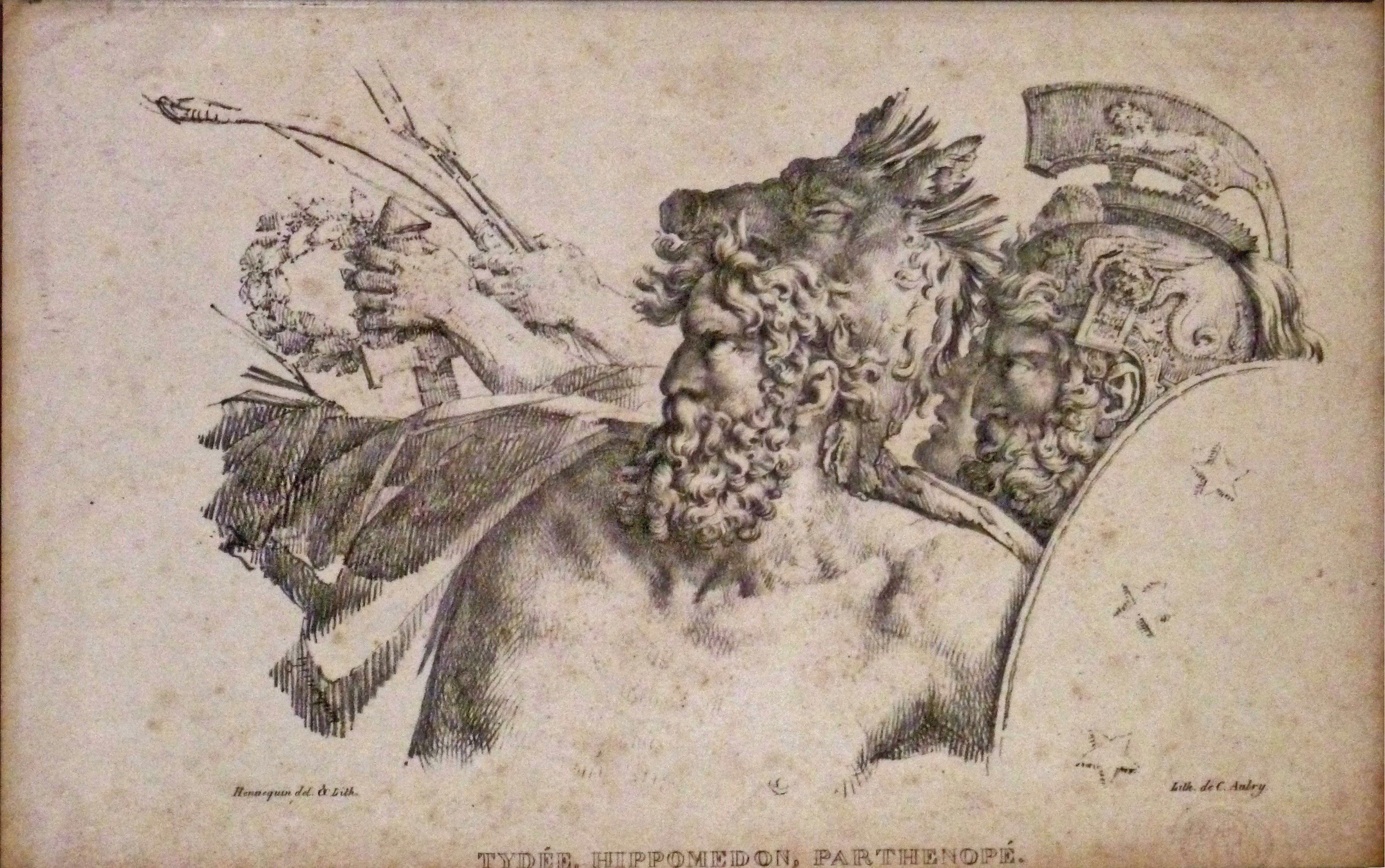
Tideo, con pelle e testa di cinghiale, Ippomedone (con l'elmo) e Partenopeo (si vede solo l'arco).

Nello stesso periodo, anche un altro principe (Polinice, a sua volta bandito da Tebe), fu ospite del re ed i due una notte si affrontarono per causa di un diverbio.
Adrasto li divise e notando che entrambi avevano sullo scudo (oppure indossavano) una pelle di animale, si ricordò di una profezia sul suo futuro e così, per rispettarla, decise di dare in moglie a ciascuno dei due una delle proprie figlie e di aiutarli a fare ritorno nelle rispettive città. Così a Tideo (che aveva la pelle di un cinghiale), spettò Deifile e con il matrimonio acquisì il titolo di principe di Argo.
Negli anni successivi e prima della guerra, ebbe il figlio Diomede (che nell'Iliade spesso è citato come  Tidìde) e partecipò ai Giochi nemei tenutisi dopo la morte di Archemoro vincendo il torneo di pugilato.

### I sette contro Tebe

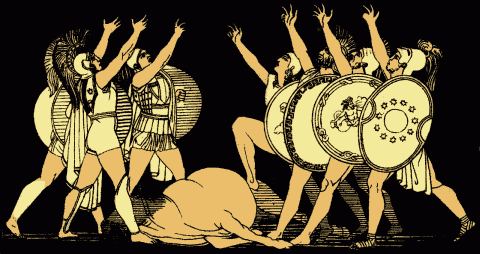
I Sette contro Tebe

Da Adrasto ricevette l'incarico di recarsi a Tebe per incontrare Eteocle (fratello e nemico di Polinice) per portare un'ambasciata e reclamare il regno, ma nel ritorno subì un'imboscata di cinquanta uomini e per difendersi dovette combatterli ed ucciderli. Si salvò solo Maeone, che riuscì a (o fu lasciato) fuggire. 

Così ad Adrasto (che dopo aver concesso le mani delle figlie aveva dato la sua parola), non rimase altro che organizzare un esercito ed attaccare Tebe.
Durante l'attacco Tideo prese d'assalto una delle sette porte di Tebe (la Crenidiana) ed uccise (o solo ferì e l'uccisore fu Anfiarao oppure Capaneo) in un duello il nemico Melanippo, che era stato posto a guardia della stessa porta e che in ogni versione riuscì a ferire a morte Tideo prima di essere decapitato.
Mentre giaceva in fin di vita, Tideo fu raggiunto da Atena intenzionata a salvarlo tramite una medicina avuta da Zeus e che lo avrebbe reso immortale, ma Anfiarao (che in precedenza aveva avuto il compito di riunire l'esercito ed era stato ostacolato da Tideo), vide la dea e decidendo di vendicarsi con Tideo tagliò la testa del già morto Melanippo e la porse a Tideo. Questi l'aprì e ne mangiò il cervello sotto gli occhi della dea che, disgustata, trattenne per sé la medicina e lo lasciò morire.

#### Varianti sull'ambasciata ad Eteocle
Nel libro IV dell'Iliade Agamennone racconta a Diomede le azioni di Tideo dicendogli che quando suo padre entrò a Tebe con l'ambasciata degli Argivi, sfidò e sconfisse tutti i comandanti tebani in combattimenti singoli e che solo in seguito Eteocle organizzò l'imboscata.

#### Varianti sulla testa di Melanippo
Secondo gli Scholia a Iliade, V, 126 che riprendono l'opinione di Ferecide di Atene, il gesto di Anfiarao di lanciare la testa a Tideo non avrebbe avuto lo scopo di far desistere Atena dal salvarlo. 

Nella Tebaide non figura Anfiarao, ma è Tideo stesso a chiedere a Capaneo di poter avere la testa di Melanippo..

### Tideo ed Ismene

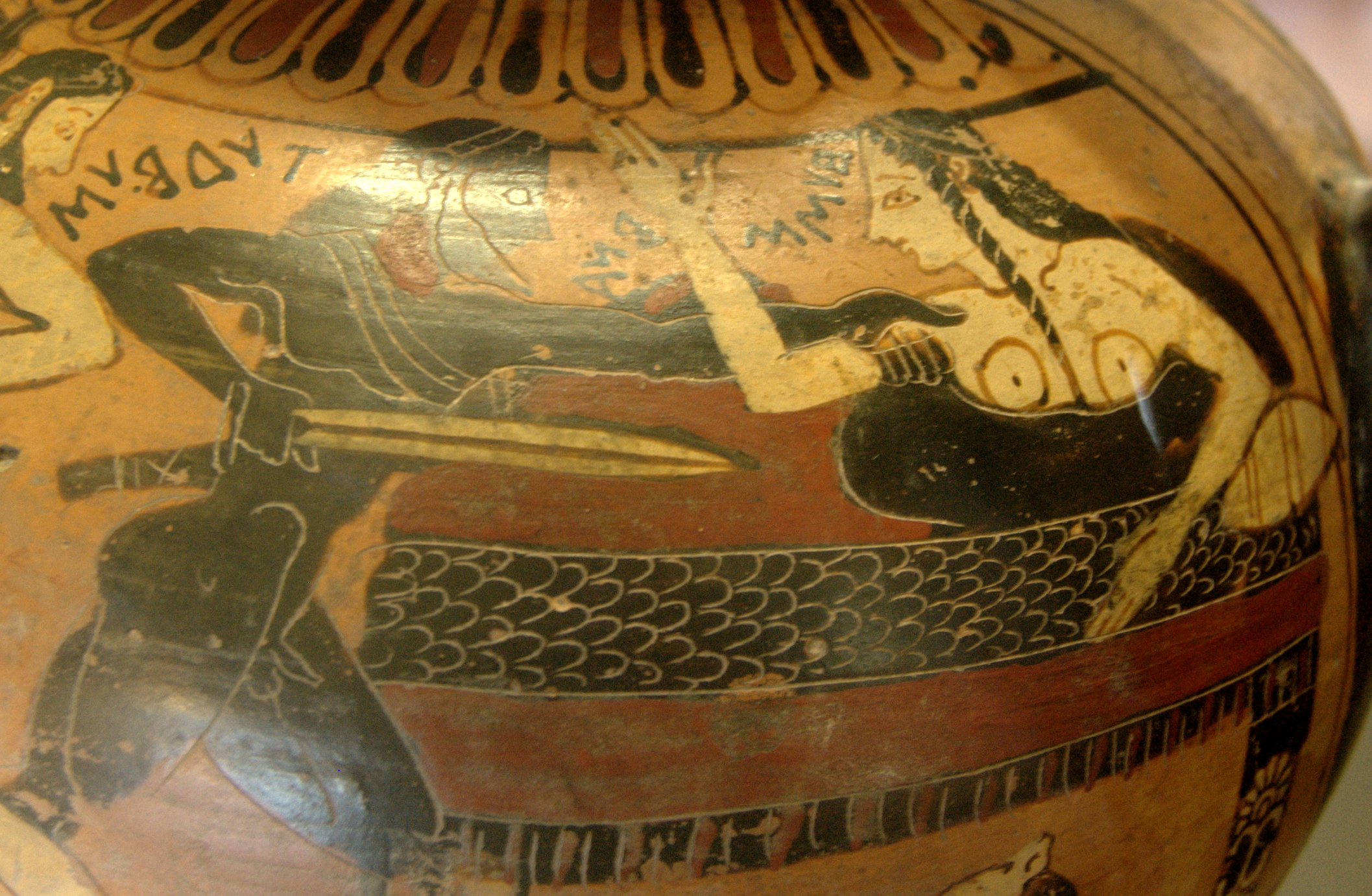
Tideo e Ismene, anfora corinzia a figure-nere, ca. 560 a.C. (Parigi, Louvre - E 640).

Nelle leggende e nelle opere relative al ciclo tebano non c'è menzione dell'uccisione di Ismene e l'unico che ne parla è il poeta Mimnermo che la attribuisce a Tideo. 
 La scena è rappresentata su un'anfora corinzia del 6 ° secolo oggi conservata al Louvre.

### Sepoltura di Tideo
Fu seppellito da Maeone lungo la strada da Tebe porta a Calcide e che parte dalla porta Proetidiana e la sua tomba non ebbe nessun monumento ma fu contrassegnata da tre sole pietre non lavorate.

### Tideo nell'Ade
Come narra Virgilio, Enea giunto a Cuma ed incontrando la Sibilla, viene da questa accompagnato vivo nell'Ade per incontrare il padre Anchise e nella zona riservata agli eroi vede anche Tideo.

## Iconografia
Nel 2018 fu diffusa le notizia che una delle due statue bronzee conosciute come Bronzi di Riace e custodite presso il Museo Nazionale della Magna Grecia di Reggio Calabria raffiguri Tideo. 
 Secondo la stessa fonte l'altra statua raffigurerebbe Anfiarao.